# オーベルト級
オーベルト級(Oberth class)は『スタートレック』シリーズに登場する架空の宇宙船の艦級。惑星連邦、宇宙艦隊の所属である。「oberth」はドイツのロケット工学者ヘルマン・オーベルトからとられているため、ドイツ語読みで「オーベルト」が正しいが、英語読みの「オーバース」と誤表記されている書籍等もある。

## 概要
全長120m、デッキ数13、乗員80名。
オーベルト級は短距離科学調査艦として設計された小型艦である。移動用や緊急時では救助船としても運用されている。第1船体が第2船体と物理的に隔離されたような特徴的な船体構造をしている。第1船体左右にはワープナセルが装着され、そこからウイング状の連結が葉巻型の第2船体に接続している。
移動実験室として生産性や運用性が良かったのか、23世紀後半～24世紀後期になっても同級艦が運用されている場面がみられる。危険を伴う科学実験船として運用されることが多く、2285年にUSSグリソムNCC-638は実験的なテラフォーミングがされた惑星ジェネシス調査任務につき（『スタートレックIII ミスター・スポックを探せ!』）、24世紀においてはUSSペガサスNCC-53847が位相遮蔽装置の極秘実験を行っている。（TNG164話「難破船ペガサスの秘密」）
DS9には、連邦に運営を任されてからオーベルト級の艦が定期的にガンマ宇宙域調査の為に立ち寄っている（ドミニオン戦争前）。
フェイザーバンクやシールドを搭載しているものの最小限の武装しかなく、交戦には向かない。本来、クリンゴンバード・オブ・プレイとの戦闘でさえ無理と思われるが、『スタートレックIII ミスター・スポックを探せ!』において突如現れたクリンゴン艇に対し戦闘態勢を取っているところから乗員は少なくとも戦闘の訓練と心構えはあるようである。また、ウルフ359の戦いにはUSSボーンステルが参戦、大破している。
後継艦級はU.S.S.イクワノックスNCC-72381に代表されるノヴァ級で、こちらも短距離科学船である。

## オーベルト級宇宙船の一覧
- U.S.S.ヴァリアント (U.S.S.Valiant、NCC-20000)

同名のディファイアント級宇宙船が別に存在する。
- S.S.ヴィコ (S.S.Vico、NAR-18834)

惑星連邦船籍だが宇宙艦隊所属ではない。船名はイタリアの哲学者ジャンバッティスタ・ヴィーコに由来。
- U.S.S.オーベルト(U.S.S.Oberth、NX-609→NCC-609)

オーベルト級の一番艦。2293年、クリンゴン帝国のゴルコン総裁暗殺容疑で逮捕されたジェームズ・T・カークとレナード・マッコイを救出するため、パトリック・ウェスト大佐が立案した作戦においてクリンゴン帝国へ侵攻する艦隊に組み込まれていた。船名はドイツのロケット工学者ヘルマン・オーベルトに由来。
- U.S.S.グリソム(U.S.S.Grissom、NCC-638)

J・T・エステバン大佐の指揮。惑星ジェネシスの調査任務中にクリンゴンバード・オブ・プレイの攻撃を受け喪失（『スタートレックIII ミスター・スポックを探せ!』）。船名はアポロ1号の事故で亡くなった宇宙飛行士バージル・“ガス”・グリソムに由来。
- U.S.S.コクレーン(U.S.S.Cochrane、NCC-59318)

船名は地球で初めてワープドライブを開発した架空の人物ゼフラム・コクレーンに由来。
- U.S.S.コペルニクス(U.S.S.Copernicus、NCC-623)

船名は天文学者ニコラウス・コペルニクスに由来。
- U.S.S.ツィオルコフスキー(U.S.S.Tsiolkovsky、NCC-53911)

2364年、奇行を誘発するサイ2000ウィルスに感染したクルー80名全員が死亡した。船名はロシアのロケット工学者コンスタンチン・ツィオルコフスキーに由来。
- U.S.S.ペガサス(U.S.S.Pegasus、NCC-53847)

エリック・プレスマン大佐の指揮（当時）。2358年、アルジェロン条約に違反し製造した試作位相遮蔽装置のテスト中、クルーの反乱が起こったため放棄された。船名は架空の動物ペガサスに由来。
- U.S.S.ボーンステル(U.S.S.Bonestell、NCC-31600)

2367年、ウルフ359の戦いに参加し大破、喪失。天体画家チェスリー・ボーンステルに由来。
- U.S.S.ヨセミテ (U.S.S.Yosemite、NCC-19002)

2369年、アイゴセクターの二連星を調査中、採取したプラズマに潜んでいたエネルギー生命体の影響で中破し、U.S.S.エンタープライズDによって救助された。船名はアメリカのヨセミテ国立公園に由来。
- U.S.S.ラマン(U.S.S.Raman、NCC-29487)

2370年、マルチン星系で遭難し、7号星の大気圏を降下しているところをU.S.S.エンタープライズDによって発見されたが、同星の亜空間に住む知的生命体からコンタクトを受けた影響で既にクルー7名全員が死亡していた。船名はインドの物理学者チャンドラセカール・ラマンに由来。